# Ивановское (Покровское сельское поселение)
Ивановское – деревня в Покровской сельской администрации Покровского сельского поселения Рыбинского района Ярославской области .
Деревня расположена примерно в 1,3 км на восток от села Покров и автомобильной дороги Р104 на участке Углич-Рыбинск. Деревня находится в центре открытой равнины в междуречье Коровки и Черёмухи, примерно в 4,2 км на запад от села Красная Горка, расположенного на реке Черёмуха.
Деревня Ивановская указана на плане Генерального межевания Рыбинского уезда 1792 года.
Численность постоянного населения на 1 января 2007 года 9 человек . По почтовым данным в деревне 54 дома. .